# Strongylaspis macrotomoides
Strongylaspis macrotomoides es una especie de escarabajo longicornio del género Strongylaspis, categorizada en la tribu Macrotomini, de la subfamilia Prioninae. Fue descrita por Tippmann en 1953.
El período de actividad en ejemplares adultos se presenta regularmente entre abril y junio. Existe un ejemplar de la especie en el museo Nacional de Historia Natural de los Estados Unidos.

## Descripción
Mide 22 mm de longitud.

## Distribución
Se distribuye por América del Sur: en Colombia.